# Jill Bolte Taylor
Pour les articles homonymes, voir Taylor.
Jill Bolte Taylor, née en 1959, est une scientifique américaine, spécialisée en neuroanatomie qui a la particularité d'avoir elle-même vécu un accident vasculaire cérébral.
Les hypothèses sur le fonctionnement cérébral qu'elle en a tirées ont eu un fort retentissement et Time l'a classée comme 41e personne la plus influente du monde dans son Time 100 de mai 2008.

## Biographie
Diplômée de Harvard, elle y a travaillé dans la section psychiatrie où son travail consistait à identifier les différences de connexions dans le cerveau (au niveau chimique et moléculaire), en fonction de certaines pathologies psychiatriques.
Elle rapporte qu'elle se spécialise en neurologie pour comprendre les raisons qui font que son frère atteint de schizophrénie ne peut pas rattacher son monde à la réalité commune et partagée.

### AVC
En 1996, à l'âge de 37 ans, elle vit un accident vasculaire cérébral grave (dû à la rupture d'un vaisseau sanguin dans le cerveau gauche) qui la rend incapable de parler, de lire, de marcher, et qui la coupe également de tous ses souvenirs. Elle aura une rémission complète, mais au bout de huit ans seulement.
Un accident vasculaire cérébral de ce type donne un moyen peu commun d'explorer les rôles dédiés de chacun des hémisphères cérébraux. En l'occurrence, ce dysfonctionnement (voire le non-fonctionnement) de l'hémisphère gauche s'est traduit par la focalisation sur le fonctionnement interne du corps, mais avec un regard comme extérieur, en perdant la notion des limites du corps, en ne percevant plus que de l'énergie.

### Média
Elle rapporte ensuite son expérience hors du commun de scientifique vivant de l'intérieur des phénomènes qu'elle a analysés en tant que spécialiste tout en les vivant, dans l'ouvrage My stroke of insight paru en 2006 qui devient assez rapidement un best-seller.
Mais c'est surtout son allocution remarquée à la Conférence TED en février 2008 qui la fait connaître du grand public, ainsi qu'un passage à l'émission télévisée très populaire aux États-Unis The Oprah Winfrey Show en octobre 2008.

## Théorie
Dans un exposé médiatisé en vidéo, elle présente le sujet de l'asymétrie cérébrale. Elle affirme que les deux hémisphères cérébraux sont complètement séparés physiquement (mais reliés par un pont, le corps calleux), et qu'ils traitent différents sujets de différentes manières, de sorte qu'ils auraient des « personnalités » distinctes :
- Le « cerveau droit » fonctionnerait comme un processeur parallèle (qui traite toutes les informations simultanément), fonctionnant dans l'« ici et maintenant ». Il transposerait en images (voir aussi pensée visuelle), et apprendrait « par kinesthésie »[3] à travers les mouvements du corps. Il gérerait et associerait dans l'instant le ressenti global des sens : bruits, odeurs, images, état du corps dans l'espace, etc.
- Le « cerveau gauche » fonctionnerait comme un processeur série (qui traite les informations de manière séquentielle). Il penserait de façon linéaire et comparative, notamment dans le temps. Il serait destiné à extraire les détails du moment présent pour les catégoriser et les organiser, les comparer aux événements passés afin de projeter les possibilités futures (voir aussi abstraction). Il transposerait en langage et gérerait la séparation et la distinction des choses. Il serait à l'origine du ressenti d'être ce que l'on est, distinct des autres, ce qui selon elle est le plus important de ce qu'elle a perdu au moment de son AVC (qui touchait la partie gauche du cerveau).

## Critiques
Jill Bolte Taylor se présente comme une théoricienne du fonctionnement cérébral en s'appuyant sur une expérience vécue en plus du bagage commun sur le sujet. Cette légitimité est sujette à caution dans la mesure où elle n'est pas connue comme une spécialiste du domaine : son nom apparaît comme coauteur de seulement trois articles scientifiques référencés dans Google Scholar, dont le dernier (et le seul publié dans un journal de référence) date de 2000.
Sue Blackmore, une intervenante de la conférence TED où a été enregistré l'exposé de Jill Bolte Taylor, écrit : « Sa description de la manière dont elle est devenue incapable de parler et d'agir de façon coordonnée était absolument passionnante, mais elle a prétendu (souvent) être une spécialiste des neurosciences, puis s'est mise à débiter un charabia fallacieux au sujet des différences entre cerveau droit/gauche, et sur le fait qu'elle (un moi intérieur ?) observait ce qui se passait dans son cerveau. À ce moment, je n'étais pas la seule à me tortiller sur mon siège. [...] Dans le vaste monde du web, et avec l'accès facile aux podcasts, de fausses idées peuvent prospérer grâce à une présentation agréable ou une manipulation émotionnelle touchante. Celle de Taylor était précisément cela. »
Commentaire du docteur Vaughan Bell, psychologue clinicien, sur le blog Mind Hacks : « On aurait pu entendre le son des grincements de dents de milliers de spécialistes des sciences cognitives alors qu'elle expliquait les fonctions supposées de chaque hémisphère, et probablement le bruit de ceux qui ont perdu connaissance quand elle décrivait le "circuit de la paix profonde" de l'hémisphère droit. »
Jill Bolte Taylor ne présente aucune observation expérimentale (imagerie cérébrale, etc.) susceptible d'étayer ses affirmations, qui reposent exclusivement sur sa propre expérience d'un AVC et les hypothèses (abandonnées à la fin des années 1970) de forte spécialisation droite/gauche des hémisphères cérébraux. Elle fait principalement usage de métaphores pour convaincre son auditoire. Chauncey Bell écrit à ce sujet : « Son récit est construit comme un recueil de métaphores, bâti sur des débuts factuels concernant son attaque et son expérience de l'attaque, progressant vers une description de son expérience formulée sous forme de métaphores qui ressemblent à des faits, mais ne le sont pas, et conduisant à une spéculation sur la construction de l'être humain et de l'expérience humaine, exprimée comme une déclaration. La science repose sur le développement de spéculations qui sont ensuite testées à travers des faits dont on vérifie la vérité ou la fausseté. Ce n'est pas le cas de cette conférence. »
Il faut toutefois noter que le récit de Jill Bolte Taylor est avant tout le compte rendu d'une expérience étonnante vécue de l'intérieur (un accident vasculaire cérébral), et des conclusions philosophico-spirituelles qu'elle en a tirées concernant sa vision du monde, et non un travail scientifique stricto sensu.